# (6353) Semper
(6353) Semper es un asteroide perteneciente al cinturón de asteroides, región del sistema solar que se encuentra entre las órbitas de Marte y Júpiter.
Fue descubierto el 16 de octubre de 1977 por Cornelis Johannes van Houten y Tom Gehrels desde el observatorio Palomar.

## Designación y nombre
Designado provisionalmente como 3107 T-3 fue nombrado en honor a  el arquitecto alemán Gottfried Semper (1803-1879). Construyó el museo y la sinagoga de Dresde, así como la más famosa "Ópera Semper", destruida durante la Segunda Guerra Mundial pero reconstruida posteriormente. Semper también trabajó en Zúrich y Viena, donde muchos edificios diseñados por él, incluido el Observatorio de Zúrich, todavía están en uso.

## Características orbitales
(6353) Semper está situado a una distancia media del Sol de 3,096 ua, pudiendo alejarse hasta 3,590 ua y acercarse hasta 2,602 ua. Su excentricidad es 0,160 y la inclinación orbital 2,509 grados. Emplea 1989,78 días en completar una órbita alrededor del Sol.
Pertenece a la familia de asteroides de (24) Themis
Los proxímos acercamientos a la órbita de Júpiter ocurrirán el 12 de agosto de 2069, el 12 de junio de 2079 y el 7 de diciembre de 2139.

## Características físicas
La magnitud absoluta de (6353) Semper es 12,83. Tiene 15,497 km de diámetro y su albedo se estima en 0,074.